# كنيسة القديس بطرس (لاختا)
كنيسة القديس بطرس (بالروسية:  Церковь Святого Петра) هي كاتدرائية أرثوذكسية تقع في مدينة سانت بطرسبرغ بروسيا، تم بناؤها ما بين سنتي 1893 و1894.
تنتمي الكنيسة إلى أبرشية بطرسبورغ في بطريركية موسكو للكنيسة الأرثوذكسية الروسية.

## تاريخ
في نهاية القرن التاسع عشر، أصبحت «لاختا» مقرًا صيفيًا شهيرًا. ومع زيادة عدد المقيمين في الصيف وانتشار الطائفية بين السكان تطلّب بناء الكنيسة الأرثوذكسية. كان قرار بناء المعبد بتاريخ 1 نوفمبر 1724، عندما - حسب الأسطورة - أنقذ بطرس الأكبر الجنود والبحارة الغارقين.
وتم بناء كنيسة القديس بطرس في 29 يونيو (11 يوليو) 1893.